# Ondřejov (vojenský újezd Boletice)
Ondřejov (německy Andreasberg) je zaniklá vesnice ve vojenském újezdu Boletice u hranice chráněné krajinné oblasti Šumava. Byla to nejvýše položená vesnice v okrese Český Krumlov.

## Historie
První písemná zmínka pochází z roku 1518. V roce 1728 zde byla ustanovena Římskokatolická farnost Ondřejov (byla zrušena ke dni 31. prosince 2019). V letech 1869 až 1910 byl Ondřejov veden jako samostatná obec s názvem Andreasberg. V roce 1910 zde žilo 209 obyvatel a stálo zde 40 domů (včetně samoty Chumfriedl). V letech 1921 až 1930 byla obec vedena pod názvem Ondřejov. V roce 1930 měla celá obec Ondřejov (s připojenými osadami a samotami) 918 obyvatel.  V letech 1938 až 1945 byl Ondřejov v důsledku uzavření Mnichovské dohody přičleněn k nacistickému Německu.  Obyvatelé německé národnosti byli po druhé světové válce vysídleni. V roce 1947 se vysídlený Ondřejov stal součástí vojenského újezdu Boletice

## Obyvatelstvo
|           | 1869 | 1880 | 1890 | 1900 | 1910 | 1921 | 1930 |
| --------- | ---- | ---- | ---- | ---- | ---- | ---- | ---- |
| Obyvatelé | 212  | 256  | 237  | 206  | 209  | 184  | 200  |
| Domy      | 35   | 41   | 40   | 40   | 40   | 41   | 43   |

## Pamětihodnosti
Barokní kostel Navštívení Panny Marie a svatého Ondřeje pocházel z první poloviny 18. století. Na jeho stavbě se podíleli Anton Erhard Martinelli a Franz Jacob Fortini. Oltářní obrazy s motivy Navštívení Panny Marie, svatého Ondřeje a svatého Jana Nepomuckého, které byly díly významného rakouského malíře Daniela Grana, byly v 19. století nahrazeny kopiemi. V roce 1947 bylo v souvislosti se zrušením obce rozhodnuto, že mobiliář kostela bude převezen do kláštera Zlatá Koruna. Na počátku roku 1948 došlo ke zničení varhan, které byly dílem varhanáře Bedřicha Semráda z roku 1753. Koncem padesátých let 20. století byl kostel zbourán.